# Tomaž Vnuk
Tomaž Vnuk (* 11. April 1970 in Ljubljana, SR Slowenien) ist ein ehemaliger slowenischer Eishockeyspieler, der in seiner aktiven Zeit von 1987 bis 2009 in Slowenien und Österreich sehr erfolgreich war.

## Karriere

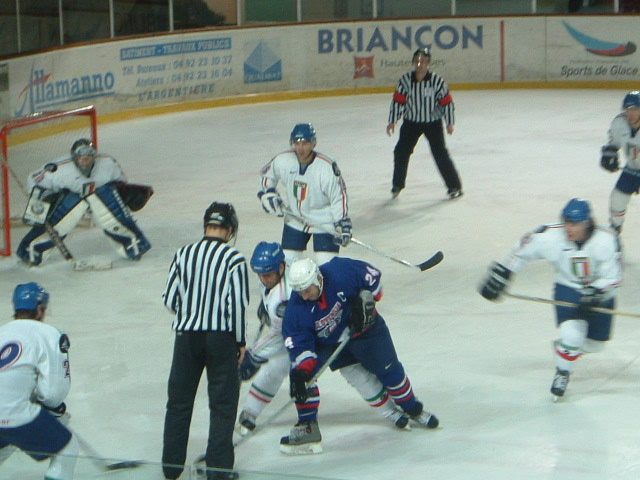
Tomaž Vnuk (blaues Trikot) im Dress der slowenischen Nationalmannschaft

Vnuk begann seine Karriere in den Jugendmannschaften seines Heimatvereins HDD Olimpija Ljubljana, ehe er 1987 erstmals in der Kampfmannschaft in der Jugoslawischen Eishockeyliga auflief. In der Saison 1989/90 versuchte er sich kurzzeitig im Ausland und absolvierte zwanzig Spiele für die Medicine Hat Tigers in der kanadischen Juniorenliga Western Hockey League, kehrte aber bald nach Laibach zurück. Im Lauf der Jahre entwickelte er sich zu einem der wichtigsten Spieler der Laibacher und war jede Saison unter den Top Ten der Scorerlisten der Slowenischen Eishockeyliga zu finden, wobei er von 1992 bis 1994 für den HK Celje auflief. Mit Olimpija Ljubljana wurde er 1995, 1996 und 1997 drei Mal in Folge Slowenischer Meister. Anschließend wagte er erneut den Sprung ins Ausland und wechselte zur damals sehr erfolgreichen VEU Feldkirch in die Österreichische Eishockey-Liga. Mit Feldkirch gewann er 1998 und 1999 jeweils die Alpenliga sowie 1998 den österreichischen Meistertitel und in der Saison 1997/98 die European Hockey League. Nach dem Saisonende in Österreich schloss er sich 1998 in den Playoffs seiner Heimatmannschaft aus Ljubljana an und wurde mit dieser erneut Slowenischer Meister.
Nach dem finanziell bedingten Ende Feldkirchs, kam er erneut nach Laibach zurück. Nach seiner Rückkehr gewann er 2000, 2001 und 2002 mit Olimpija weitere drei Meistertitel. Daraufhin schloss er sich erneut der VEU Feldkirch an, die in der Zwischenzeit den Spielbetrieb wieder in der höchsten österreichischen Spielklasse aufgenommen hatte, und spielte von 2002 bis 2004 für den Verein. Es folgte je eine Spielzeit beim EC VSV und dem slowenischen Klub HK Alfa, ehe er in der Saison 2006/07 beim neu in die österreichische Liga aufgenommenen slowenischen Vertreter HK Jesenice auf dem Eis stand. Zur Saison 2007/08 kehrte er ein weiteres Mal zu seinem Stammverein Olimpija Ljubljana zurück. Dort ließ er auch seine aktive Karriere ausklingen; im Alter von vierzig Jahren bestritt er in der Saison 2009/10 sein letztes Liga-Spiel und wurde dabei in der ersten Drittelpause vom Clubvorstand für seine Verdienste geehrt. Am 28. August 2010 fand außerdem zu seinen Ehren ein Abschiedsspiel zwischen einer Auswahl an Spielern die Vnuk durch seine Karriere begleitet haben und seinem Stammverein statt.

## International
Für Jugoslawien nahm Vnuk ausschließlich an der B-Weltmeisterschaft 1991 teil. Nach der Teilung des Landes stand er im Aufgebot der neu gegründeten slowenischen Nationalmannschaft bei den C-Weltmeisterschaften 1993, 1994, 1995, 1996 und 1997 sowie bei den B-Weltmeisterschaften 1999, 2001 und 2004 und bei der A-Weltmeisterschaft.

## Erfolge und Auszeichnungen
| - 1995 Slowenischer Meister mit HDD Olimpija Ljubljana - 1996 Slowenischer Meister mit HDD Olimpija Ljubljana - 1997 Slowenischer Meister mit HDD Olimpija Ljubljana - 1998 European-Hockey-League-Gewinn mit der VEU Feldkirch - 1998 Alpenliga-Gewinn mit der VEU-Feldkirch - 1998 Österreichischer Meister mit der VEU Feldkirch | - 1998 Slowenischer Meister mit HDD Olimpija Ljubljana - 1999 Alpenliga-Gewinn mit der VEU Feldkirch - 2000 Slowenischer Meister mit HDD Olimpija Ljubljana - 2001 Slowenischer Meister mit HDD Olimpija Ljubljana - 2002 Slowenischer Meister mit HDD Olimpija Ljubljana |

### International
| - 1995 Topscorer der C-Weltmeisterschaft - 1995 Bester Torschütze der C-Weltmeisterschaft - 1997 Topscorer der C-Weltmeisterschaft - 1997 Bester Torschütze der C-Weltmeisterschaft | - 2001 Aufstieg in die Top-Division bei der Weltmeisterschaft der Division I - 2004 Aufstieg in die Top-Division bei der Weltmeisterschaft der Division I |